# Славица Урумова-Марковска
Славица Урумова-Марковска (на македонска литературна норма: Славица Урумова-Марковска) е северномакедонска поетеса и литературна историчка.

## Биография
Родена е в 1987 година в Скопие, тогава в Социалистическа федеративна република Югославия. В родния си град завършва основно и средно образование. В 2010 година завършва Филологическия факултет на Скопския университет. В 2017 година следва магистратура в Института за национална история, където е и докторантка. Работи като учителка по северномакедонски език и литература.
Участничка е в няколко фестивала на поезията. Стиховете ѝ са поместени в антологии и сборници в страната и чужбина. Голяма част от нейните стихове са публикувани в литературните алманаси на списание „Современост“ (Скопие), „Тренд“ (Скопие), „Авангард“ (Сомбор), „Поета“ (Белград). Творчеството ѝ е преведено на турски, сръбски, албански и английски език, а също така е адаптирано на български език.

## Творчество
Авторка е на монографията: 
- Манастирите во скопската област како духовни и културни центри во средниот век (2019), издание на „Восток“.[1]

### Поезия
Авторка е на много книги с поезия:
- Кога љубовта цвета (2003),
- Лавиринт на љубовта (2004),
- Сложувалка (2005),
- Зад виножитото (2005) която е обявена с група автори;
- Искри на љубовта (2006),
- Пајтон на времето (2007),
- Потези (2020),
- Планета со две Сонца (2021),
- Алфа и Омега (2021).

### Трудове
- Urumova – Markovska, S. (2018). THE LINE BETWEEN THE LIFE AND DEATH IN THE MACEDONIAN TRADITION AND IN THE PROSE OF MITKO MADZHUNKOV.
- Урумова – Марковска, С. (2019). ЃАВОЛОТ И САМОВИЛИТЕ ВО МАКЕДОНСКИОТ ФОЛКЛОР И НИВНАТА ИМАГИНАРНА ПРЕОБРАЗБА ВО РАСКАЗИТЕ НА МИТКО МАЏУНКОВ. Филко, 3, Штип: 26-27 април 2018, 701
- Урумова-Марковска, С. (2019). ДОМОТ КАКО ТРАДИЦИЈА ВО РАСКАЗИТЕ НА МАЏУНКОВ. Палимпсест, Год. 4, Бр. 7 Штип, 203.

## Награди
- 2010 година: Първа награда „Магда Симин“ в категория до 30 години, Нови Сад[1]
- 2020 година: Втора награда на седмото издание на Международния поетичен фестивал „Литературни искри”, Гостивар, 2020[1]
- 2021 година: Награда „Бели мугри“ за стихосбирката „Алфа и Омега“[2][1]